# HESTIM Engineering and Business School
HESTIM Engineering and Business School (en francés: Hautes études des sciences et techniques de l'ingénierie et du management, abreviado HESTIM ) es una institución privada de educación superior ubicada en la ciudad de Casablanca, Marruecos. Nació en 2006 como una escuela de ingeniería que ofrecía títulos en organización industrial. En 2008 añadió ingeniería civil a su oferta académica. En 2015-16, la escuela original pasó a denominarse HESTIM Engineering y se creó una nueva escuela, HESTIM Management, que ofrecía títulos en campos relacionados con los negocios. Ambas escuelas acreditadas independientemente, HESTIM Engineering y HESTIM Management, constituyen el grupo HESTIM.
HESTIM ofrece sus propios títulos universitarios acreditados en Marruecos en ingeniería industrial, ingeniería logística, ingeniería civil y administración de empresas. También ofrece másteres acreditados en Francia en colaboración con universidades y escuelas francesas, como la UPHF - Université Polytechnique Hauts-de-France, ULCO - Université littoral côte d'opale, INSA Lyon - Institut national des sciences appliquées de Lyon), ESTIA - Escuela superior de tecnologías industriales avanzadas), IMT Lille Douai Ecole Mines de Douai.